# Mimoza Ahmeti
Mimoza Ahmeti (* 1963 Krujë) je albánská básnířka. Patří mezi nejvýznamnější albánské básníky současnosti a je zřejmě nejznámější albánskou básnířkou. Proslavila se především sbírkou Delírium.